# Замок Аберллейниог
Замок Аберллейниог (англ. Castell Aberlleiniog, Castle of the River Lleiniog)  — средневековый замок мотт и бейли, находится в графстве Англси в Уэльсе. Был построен между 1080 и 1099 годами Гуго д'Авраншем. Замок стоит на крутом холме приблизительно в двух милях к северу от замка Бомарис. Оригинальное деревянное строение было позже заменено каменным, а в середине XVII века разрушено Томасом Чидлем, констеблем Бомариса. В настоящее время замок восстановлен и частично открыт для посещения. В плане он представляет собой двор, обнесенный невысокими стенами с круглыми башнями по углам.
Немногочисленные документы, в которых упоминается замок, включают, в том числе, его осаду Грифидом ап Кинаном в 1094 году. Осада провалилась, однако в битве погибло 124 норманна из числа защитников крепости.